# Consolidated Film Industries
Consolidated Film Industries (CFI) war ein US-amerikanisches Filmlabor und Filmverarbeitungsunternehmen, das jahrzehntelang zu den führenden Filmlabors im Großraum Los Angeles gehörte. CFI verarbeitete Negative und stellte Abzüge für Spielfilme und das Fernsehen her. Das Unternehmen und seine Mitarbeiter erhielten zahlreiche Oscars für wissenschaftliche und technische Leistungen.

## Geschichte
CFI wurde im März 1924 in New York von Herbert Yates gegründet. Es wurde 1927 in Delaware durch die Fusion mehrerer früherer Unternehmen neu gegründet, darunter Republic Laboratories, die Yates 1918 gekauft hatte, und Allied Film Laboratories Association, die er 1919 gegründet hatte.
In dem Prospekt hieß es, dass die Consolidated Film Industries, Inc. mit Sitz in Delaware gegründet wurde, um die Nachfolge eines Unternehmens mit ähnlichem Namen anzutreten, das im März 1924 nach dem Recht von New York gegründet worden war, um Filmnegative zu entwickeln, die erforderlichen Positive zu drucken und die Positive gemäß den Anweisungen der Filmproduzenten oder -verleiher auszuliefern und damit der Filmindustrie einen wesentlichen Dienst zu erweisen. Das Unternehmen soll sechs Anlagen, die in der Filmbranche als „Laboratorien“ bekannt sind, in New York, New Jersey und Kalifornien betreiben. Eines dieser erworbenen Objekte waren die Filmlaboreinrichtungen der Biograph Studios in der Bronx, New York.
Consolidated Film Industries, Inc. war das größte Unternehmen seiner Art und zeitweise der weltweit größte Abnehmer von Kinofilmen. Das Geschäft wurde auf der soliden Grundlage von Qualität und Service zu einem Preis aufgebaut, der in den meisten Fällen unter den Laborkosten der Filmproduzenten lag. Es wurde behauptet, dass dieser niedrige Preis durch den effizienten und groß angelegten Betrieb des Unternehmens ermöglicht wurde.
In Kino- und Fernsehfilmen, in denen die Farbverarbeitung des Unternehmens zum Einsatz kam, wurde das Unternehmen in der Regel nur mit seinen Initialen genannt, wobei der Abspann in der Regel „Color by CFI“ lautete. In den späten 1980er Jahren wurde CFI scherzhaft als Abkürzung für „Can't Find It“ oder „C.F.I. Care“ bezeichnet.
Gladys Baker, die Mutter von Marilyn Monroe, arbeitete bei Consolidated als Negativschneiderin; Monroes leiblicher Vater war vermutlich Charles Stanley Gifford, der ebenfalls bei Consolidated beschäftigt war.
Laut einer Meldung auf der Titelseite des Brooklyn Daily Eagle wurden am 24. Oktober 1929 die Laboratorien von Consolidated Film Industries in Hollywood durch eine Explosion und ein Feuer zerstört. Ein Mann kam ums Leben und Kinofilme im Wert von Millionen von Dollar gingen verloren.
Consolidated Film Industries erwarb Prizmacolor im Jahr 1928 und wurde im Jahr 2000 von Technicolor, Inc. übernommen. Im Laufe der Zeit betrieb Technicolor sowohl das Labor in Universal City als auch das Labor von CFI in Hollywood, aber als die Nachfrage zurückging, wurde beschlossen, CFI zu schließen. Technicolor stellte 2008 den Betrieb in Universal City als Filmlabor ein.
Das ursprüngliche CFI-Gebäude in der 959 Seward Street in Hollywood war mehr als 60 Jahre lang der Hauptsitz des Unternehmens gewesen. Nach dem Abriss des Gebäudes stand das Grundstück viele Jahre leer, bevor 2014 ein niedriger Bürokomplex errichtet wurde.

## Scientific und Technical Academy Awards
- 1956: An Ted Hirsch, Carl W. Hauge und Edward H. Reichard von Consolidated Film Industries für einen automatischen Szenenzähler für Laborvorführräume (Preis der Klasse III)[4]
- 1960: An Carl W. Hauge, Robert Grubel und Edward H. Reichard von Consolidated Film Industries für die Entwicklung eines automatischen Entwickler-Nachfüllsystems. (Preis der Klasse III)[5]
- 1964: An Sidney P. Solow, Eduard H. Reichard, Carl W. Hauge und Job Sanderson von Consolidated Film Industries für die Entwicklung und den Einsatz eines 3-Kopf-Farbdruckers für den A- und B-Verbundfarbdruck" (Preis der Klasse II)[6]
- 1964: An Edward H. Reichard und Carl W. Hauge von Consolidated Film Industries für die Entwicklung eines Proximity Cue Detector und dessen Anwendung bei Filmdruckern. (Auszeichnung der Klasse III)[7]
- 1964: An Edward H. Reichard, Leonard L. Sokolow und Carl W. Hauge von Consolidated Film Industries für die Entwicklung und Anwendung eines Stroboskop-Szenenprüfers für Farb- und Schwarzweißfilme in der Praxis von Filmlabors. (Auszeichnung der Klasse III)[7]
- 1968: An Carl W. Hauge und Edward H. Reichard von Consolidated Film Industries und E. Michael Meahl und Roy J. Ridenour von Ramtronics für die Entwicklung einer automatischen Belichtungssteuerung für Druckmaschinenlampen. (Auszeichnung der Klasse III)[8]
- 1968: An die EASTMAN KODAK COMPANY für einen neuen Direktpositivfilm und an Consolidated Film Industries für die Anwendung dieses Films bei der Herstellung von Postproduktions-Arbeitsabzügen.[8]
- 1971: An Producers Service Corporation und Consolidated Film Industries; und an Cinema Research Corporation und Research Products, Inc. für die Entwicklung und Implementierung von vollautomatischen Blow-up-Kinodrucksystemen. (Preis der Klasse III)[9]